# Pachastrella
Pachastrella é um gênero de esponja marinha da família Pachastrellidae.

## Espécies
- Pachastrella abyssi Schmidt, 1870
- Pachastrella caliculata Kirkpatrick, 1902
- Pachastrella chuni Lendenfeld, 1907
- Pachastrella cribrum Lebwohl, 1914
- Pachastrella dilifera de Laubenfels, 1934
- Pachastrella echinorhabda Pulitzer-Finali, 1972
- Pachastrella fusca Lebwohl, 1914
- Pachastrella incrustata Bergquist, 1968
- Pachastrella isorrhopa Kirkpatrick, 1902
- Pachastrella monilifera Schmidt, 1868
- Pachastrella multipora Dickinson, 1945
- Pachastrella ovisternata Lendenfeld, 1894
- Pachastrella scrobiculosa Lebwohl, 1914